# 클리어레이크 (아이오와주)

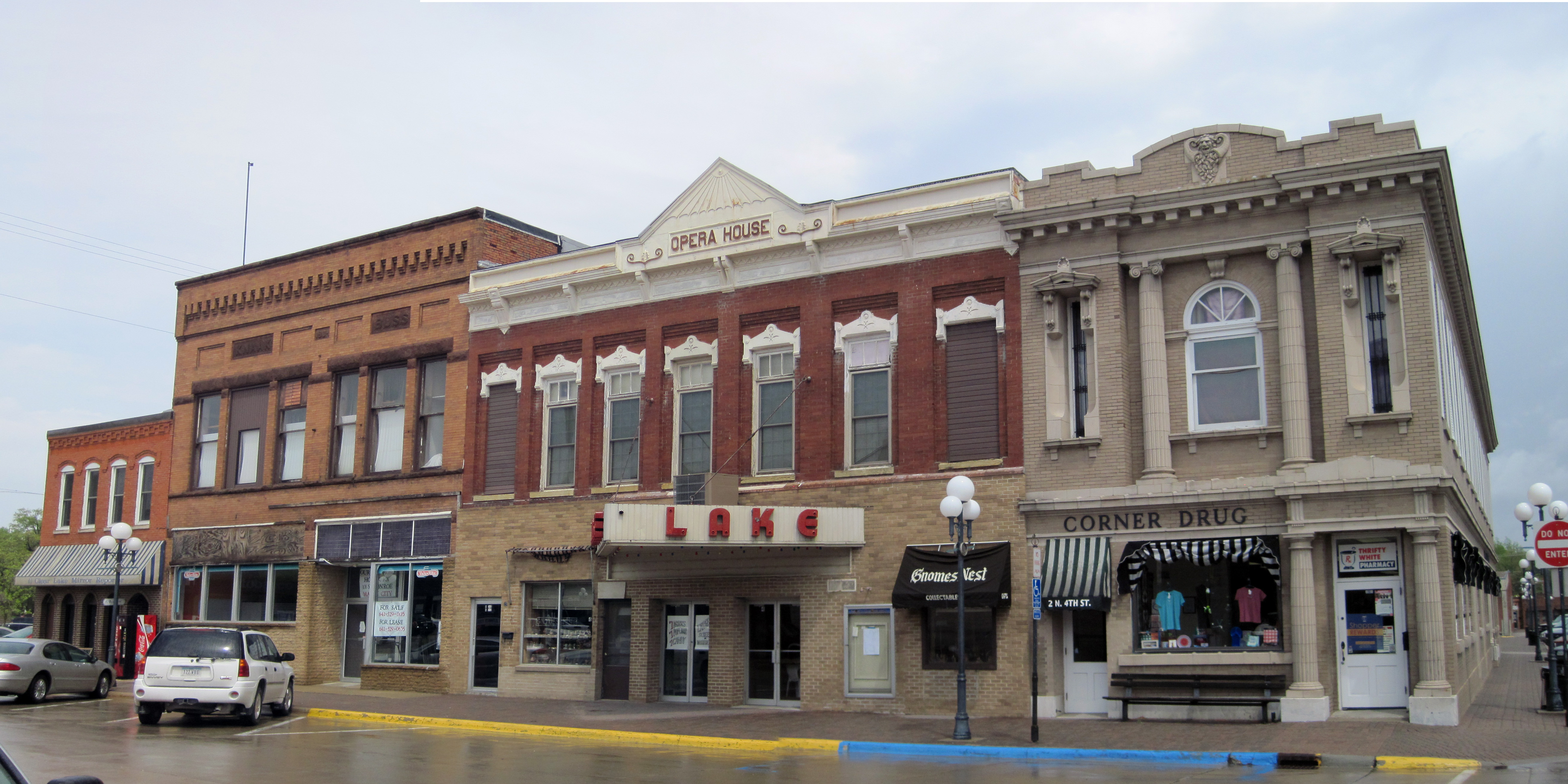
클리어레이크

클리어레이크(Clear Lake)는 미국 아이오와주에 있는 도시이다. 